# Thomas II van Diest
Thomas II van Diest (1360 - 1432) was een edelman uit het geslacht Van Diest. Hij was heer van Diest en van Zichem.
In 1385 volgde hij Thomas I op als heer van Diest. Hij was de laatste baanderheer van Diest die resideerde in de stad. In 1512 werd de burcht van de heren van Diest (gelegen in het huidige Warandepark) afgebroken. In 1398 kocht Thomas het land van Zichem van Reinout II van Schoonvorst en werd zo ook heer van Zichem. In 1413 werd Thomas afgezet door Anton van Bourgondië, hertog van Brabant, voor medeplichtigheid aan de moord op schepen Poppe. Door zijn machtige connecties kreeg Thomas echter al snel vergiffenis en zijn domeinen van Diest en Zichem werden aan hem teruggegeven.
Thomas II van Diest huwde met Catharina van Weyer.